# Daimaou Kosaka
Kazuhito Kosaka (født 17. juli 1973), bedre kendt af hans scenenavn Daimaou Kosaka er en japansk komiker. Han er bedst kendt for sin sang "PPAP (Pen-Pineapple-Apple-Pen)". Han fik guinness verdensrekord for den mest korte sang tilbage i 2017.
Under USAs præsident Donald Trumps tur til Asien i efteråret 2017, blev Kosaka valgt til at synge ved den officielle statslige modtagelse, angiveligt fordi Japans premierminister Shinzō Abe ønskede at holde stemningen "optimistisk".
 Der er for få eller ingen kildehenvisninger i denne artikel, hvilket er et problem. Du kan hjælpe ved at angive troværdige kilder til de påstande, som fremføres i artiklen.

1. ↑  Navnet er anført på engelsk og stammer fra Wikidata hvor navnet endnu ikke findes på dansk.
2. ↑  Navnet er anført på engelsk og stammer fra Wikidata hvor navnet endnu ikke findes på dansk.
3. ↑  Navnet er anført på engelsk og stammer fra Wikidata hvor navnet endnu ikke findes på dansk.